# Willie Penman (Fußballspieler, 1886)
William „Willie“ Penman (* 1886 in Falkirk; † 2. August 1907 in Glasgow) war ein schottischer Fußballspieler.

## Karriere
Penman stammte aus Carron im Bezirk Falkirk und spielte auch für den dortigen Fußballklub Carron Thistle. In der Folge spielte er im schottischen Junior Football für den Klub Glasgow Ashfield, der zu den seinerzeit stärksten Junior-Klubs gehörte. Beim Finalsieg im Scottish Junior Cup im Mai 1905 gehörte er noch nicht zum Aufgebot, im späteren Jahresverlauf stand er aber sowohl in Liga- als auch in Pokalspielen regelmäßig im Aufgebot und auch Berufungen in Auswahlteams folgten alsbald. Im Februar 1906 repräsentierte Penman die Glasgow Junior League gegen die Irish Junior League bei einem 2:1-Sieg und im April 1906 gehörte er zu einem Auswahlteam von Spielern aus dem schottischen Junior Football für ein Spiel in Birmingham gegen eine Auswahl der Birmingham & District FA. Trotz einer 0:2-Niederlage wurde der als Mittelläufer aufgebotene Penman in der englischen Presse als „wirkungsvoll in Angriff wie Abwehr“ gelobt und machte auch englische Profiklubs nachhaltig auf sich aufmerksam. Mit Ashfield gewann er derweil in der Saison 1905/06 die Glasgow Junior League und den Glasgow Junior Cup. 
Ende August 1906 verpflichtete der englische Zweitdivisionär Bradford City Penman, dem presseseitig „für sein Alter eine ziemlich bemerkenswerte Auffassung des Mittelläuferspiels“ attestiert wurde. Manager Peter O’Rourke bot ihn erstmals am 13. Oktober 1906 bei einer 1:2-Auswärtsniederlage gegen Stockport County auf, sein Auftritt auf der ungewohnten Mittelstürmerposition war aber so „schlecht“, dass er im Laufe der zweiten Hälfte auf seine angestammte Position als Mittelläufer zurückgezogen wurde. Auf dieser gelang ihm per „herrlichem Fernschuss in die obere Ecke des Netzes“ Bradfords Treffer. Ein weiterer Treffer gelang Penman beim 1:0-Erfolg im Zweitrundenspiel des FA Cups 1906/07 gegen Accrington Stanley, eine Runde später scheiterte man mit demselben Ergebnis vor 20.000 Zuschauern, darunter 4.000 mitgereiste Bradford-Fans, beim Erstligateam FC Liverpool. Während die Position des Mittelläufers zu Beginn der Saison 1906/07 von Gerald Kirk besetzt war, kam er ab Dezember 1906 regelmäßig zum Einsatz, verlor seinen Platz im Team aber Anfang März an Sam Higginson und beendete die Saison mit 15 Ligaeinsätzen.
Penman musste sich Anfang August 1907 wegen einer Appendizitis im Glasgow Western Infirmary einer Operation unterziehen. Obwohl er noch am 2. August seinen Verein Bradford City telegrafisch über die erfolgreiche Operation unterrichtete, starb er bereits in der darauf folgenden Nacht. Seine Beisetzung fand unter großer Anteilnahme statt, unter den Trauergästen befanden sich auch Vertreter seiner beiden Klubs Bradford City und Ashfield.